# ادگاردو گونسالس
ادگاردو گونسالس (اسپانیایی: Edgardo González‎; ۳۰ سپتامبر ۱۹۳۶ – ۲۶ اکتبر ۲۰۰۷) بازیکن فوتبال اهل اروگوئه بود.
از باشگاه‌هایی که در آن بازی کرده‌است می‌توان به باشگاه فوتبال لیورپول (مونته‌ویدئو) و باشگاه فوتبال پنیارول اشاره کرد.
وی همچنین در تیم ملی فوتبال اروگوئه بازی کرده‌است.